# Bagdad Centralny
Bagdad Centralny – główna stacja kolejowa w Bagdadzie, w Iraku. Łączy sieci kolejowe na południu i na północy Iraku.
Dworzec kolejowy został zbudowany przez Brytyjczyków w 1954 roku i posiada usług telegraficzne, bank, pocztę, centrum handlowe, restaurację, a nawet drukarnię, gdzie są drukowane do chwili obecnej bilety kolejowe.